# Kanton Sainte-Croix-Volvestre
Kanton Sainte-Croix-Volvestre (francouzsky Canton de Sainte-Croix-Volvestre) je francouzský kanton v departementu Ariège v regionu Midi-Pyrénées. Tvoří ho 12 obcí.

## Obce kantonu
- Barjac
- Bagert
- Bédeille
- Cérizols
- Contrazy
- Fabas
- Lasserre
- Mauvezin-de-Sainte-Croix
- Mérigon
- Montardit
- Sainte-Croix-Volvestre
- Tourtouse